# Soriculus
Soriculus és un gènere de mamífers eulipotifles de la família de les musaranyes (Soricidae). Fins al 2023 era considerat un tàxon monotípic, amb la musaranya de muntanya de l'Himàlaia com a única espècie vivent, però el 2023 en foren descrites dues de noves i una tercera, S. minor, fou elevada a la categoria d'espècie, mentre que el 2024 fou descrita S. beibengensis. A més a més, el gènere conté una espècie extinta, S. kubinyi, del Pliocè inferior de Polònia, El nom genèric Soriculus significa ‘musaranyeta’ en llatí.